# Femke Kooijman
Femke Kooijman (* 8. März 1978) ist eine ehemalige niederländische Hockeyspielerin. Sie gewann mit der niederländischen Nationalmannschaft die Silbermedaille bei der Weltmeisterschaft 2002 und die Goldmedaille bei der Europameisterschaft 2003.

## Sportliche Karriere
Kooijman wirkte 2002 und 2003 in 42 Länderspielen mit und erzielte ein Tor.
Kooijman debütierte im Mai 2002 in der Nationalmannschaft. Bei der Champions Trophy 2002 in Macau wirkte Koijman in vier von sechs Spielen mit. Die Niederländerinnen gewannen das Spiel um den dritten Platz nach Verlängerung gegen die Australierinnen. Ende 2002 fand die Weltmeisterschaft in Perth statt. Die Niederländerinnen gewannen ihre Vorrundengruppe mit sechs Siegen und einem Unentschieden gegen Spanien. Nach einem 1:0-Sieg im Halbfinale gegen China verloren die Niederländerinnen das Finale gegen die Argentinierinnen im Siebenmeterschießen. Kooijman wirkte in acht Spielen mit und fehlte nur im Halbfinale gegen China.
Bei der Europameisterschaft 2003 in Barcelona wirkte Kooijman in vier Vorrundenspielen mit, gegen Aserbaidschan erzielte sie ihr einziges Länderspieltor. Die Niederländerinnen bezwangen im Halbfinale die Deutschen und im Finale die Spanierinnen. Ende 2003 wirkte Kooijman noch in fünf von sechs Spielen bei der Champions Trophy in Sydney mit, bei der die Niederländerinnen den dritten Platz belegten. Danach beendete eine Rückenverletzung ihre internationale Karriere.
Auf Vereinsebene spielte Kooijman bei HGC Wassenaar, HC Klein Zwitserland und Pinoké in Amstelveen.
Von 2014 bis 2021 war Femke Kooijman als Team-Managerin neben Trainerin Alyson Annan für die niederländische Nationalmannschaft verantwortlich. In dieser Zeit wurde die Nationalmannschaft Olympiasieger 2020, Weltmeister 2018 und dreimal Europameister.